# Elysia chlorotica
Elysia chlorotica – gatunek morskiego ślimaka tyłoskrzelnego z rodziny Elysiidae. Ubarwieniem, kształtem ciała i sposobem odżywiania przypomina liść. Odżywianie fotoautotroficzne jest możliwe dzięki symbiozie z chloroplastami uzyskiwanymi ze zjadanych glonów z gatunku Vaucheria litorea, wbudowanymi w komórki nabłonka jelita. Kleptoplasty umożliwiają przeprowadzanie fotosyntezy przez co najmniej 9 miesięcy. W tym czasie ślimak nie potrzebuje pokarmu, korzystać może jedynie ze światła i CO2 asymilowanego przez symbiotyczne chloroplasty. Cykl życiowy Elysia chlorotica trwa od 8 do 10 miesięcy. Chloroplasty eukariontów wymagają do właściwego funkcjonowania szeregu białek kodowanych przez genom jądrowy. Nie jest jasne, w jaki sposób zwierzę utrzymuje funkcjonalne organella przez kilka miesięcy. Drugim gatunkiem glonów, którym może żywić się E. chlorotica, jest Vaucheria compacta. Obecne w komórkach ślimaka plastydy nie są przekazywane pionowo, to znaczy nie występują w jajach i każdy osobnik pozyskuje je z glonów samodzielnie.

## Występowanie
E. chlorotica występuje w słonych bagnach ciągnących się wzdłuż wschodniego wybrzeża Ameryki Północnej – od Nowej Szkocji do Florydy. Ślimak zamieszkuje wody o zasoleniu od 3‰ do 32‰.

## Charakterystyka
Ubarwienie zwykle jaskrawo zielone, czasem czerwonawe lub szare, w kształcie liścia. Ciało miękkie, osiąga przeciętnie 20-30 mm, maksymalnie do 45 mm długości. Cykl życiowy rozpoczyna się złożeniem jaj przez około jedenastomiesięczne osobniki dorosłe. Do złożenia jaj dochodzi późną wiosną. Larwy wylęgają się po około 7-8 dniach i przez kolejne dwa tygodnie wymagają pokarmu w postaci glonów z gatunku Vaucheria litorea albo Vaucheria compacta. Przeobrażenie w formę dojrzałą ślimaka jest możliwe po wejściu w symbiozę z chloroplastami glonu. Spontaniczna metamorfoza zachodzi rzadko.

### Odżywianie
Wiele gatunków roślinożernych morskich mięczaków ma zdolność przechwycenia i przechowania plastydów. Jednak tylko cztery gatunki są zdolne do długotrwałego wykorzystywania nabytych chloroplastów. Są to: Plakobranchus ocellatus, Elysia timida, Elysia crispata oraz najlepiej poznany Elysia chlorotica.
Młode E. chlorotica żywią się w początkowym okresie życia glonami, które są trawione, jednak nieuszkodzone chloroplasty zostają włączone w skład cytoplazmy komórek nabłonkowych uchyłków układu pokarmowego. Pokarmem mogą być tylko dwa gatunki glonów: Vaucheria litorea i Vaucheria compacta. Po około 14 dniach odżywiania się glonami formy larwalne przeobrażają się w młode ślimaki, które przez kolejne miesiące odżywiają się glonami, jeśli są one obecne w środowisku. Mogą również przeżyć bez pokarmu, dzięki pobranym kleptoplastom. Włączone do komórek zwierzęcia chloroplasty przeprowadzają fotosyntezę z intensywnością od 98 do 120 μmol O2 mg−1 chl h−1. Wykazano, że fotosynteza zachodzi przez kilka miesięcy, nawet gdy ślimak zostanie pozbawiony dostępu do pokarmu w postaci glonów. Oznacza to, że istnieje mechanizm molekularny pozwalający utrzymać funkcjonalność chloroplastów przez tak długi okres. Zwierzę z komórkami zawierającymi chloroplasty jest w stanie żyć przez 10-12 miesięcy bez dostępu do pokarmu w postaci glonów. Pomimo wielu badań nie zostało wyjaśnione, w jaki sposób chloroplasty w komórkach ślimaka działają przez tak długi czas. Genom plastydowy koduje od 61 do 273 białek, a do w pełni prawidłowego działania organellum potrzebne jest od 1000 do 5000 białek. Zsekwencjonowany genom chloroplastu Vaucheria litorea zawiera tylko 139 genów. Organizmy eukariotyczne zdolne do przeprowadzania fotosyntezy wiele białek niezbędnych do zachodzenia procesu uzyskują w wyniku ekspresji nDNA. Także kontrola ekspresji genów plastydowych wymaga obecności nDNA. Powstało kilka hipotez tłumaczących kilkumiesięczne funkcjonowanie kleptoplastów. Najprostszym wytłumaczeniem byłoby przejmowanie wraz z chloroplastami jądra komórki glonu lub nukleomorfu. Jednak obserwacje mikroskopowe nie potwierdziły obecności tych struktur w komórkach ślimaka. Za najbardziej prawdopodobny uznano poziomy transfer genów (HGT), który doprowadził do przejęcia części genów jądrowych z glonów. Dane z porównywania sekwencji DNA ślimaka i glonu są jednak ze sobą sprzeczne. W komórkach dorosłych ślimaków znaleziono niektóre geny jądrowe niezbędne do utrzymania funkcjonalnych chloroplastów. Te dane wskazywałyby na to, że w trakcie rozwoju ewolucyjnego E. chlorotica uzyskała geny potrzebne do właściwego działania chloroplastów. Kluczowym doświadczeniem mającym potwierdzić hipotezę było porównanie sekwencji DNA pochodzącego z larw ślimaka, które nie miały jeszcze kontaktu z glonem. W tym wariancie doświadczenia nie stwierdzono obecności genów potrzebnych do syntezy elementów chloroplastu. Także analiza DNA jaj ślimaka nie potwierdziła obecności genów niezbędnych do przeprowadzania fotosyntezy. Hipoteza poziomego transferu genów musiała zostać odrzucona. Uznano, że stwierdzony u dorosłych osobników nDNA pochodzący z glonu to prawdopodobnie efekt zanieczyszczenia próbek. Zaskakujące wyniki doświadczeń doprowadziły do sformułowania alternatywnej hipotezy. Stabilność chloroplastów w organizmie ślimaka może być efektem długotrwałego przechowywania składników pochodzących z komórek glonu (DNA, RNA, białka), czyli nieznanego dotychczas wariantu HGT. Genom E. chlorotica zawiera endogennego retrowirusa. Chociaż rola tego wirusa nie jest jasna, prawdopodobnie uczestniczy on w endosymbiotycznym transferze genów (EGT) z jądra glonu do komórek ślimaka.